# Korom Kati
Korom Kati (születési neve: Tóth Katalin Ella) (Mezőberény, 1953. szeptember 2.) magyar keramikus iparművész.

## Életpályája
Szülei: Tóth Károly tanár és Makra Ella népművelő volt. 1972–1974 között Kalocsán és Budapesten tanult. 1975–1979 között a Juhász Gyula Tanárképző Főiskola rajz-földrajz szakán tanult; Kotsis Nagy Margit, Szathmáry Gyöngyi, Cs. Pataj Mihály, Lelkes István és Dér István oktatták. 1979–1987 között rajztanárként dolgozott. 1982 óta kiállító művész. 1987-től szabadfoglalkozású keramikus. 1995-től bronz plaketteket is készít.

## Magánélete
Férje Korom István. Gyermekei: Alexandra és Fatime.

## Kiállításai

### Egyéni
- 1984 Szeged
- 1989 Gyöngyös

### Válogatott, csoportos
- 1982, 1985, 1993 Hajós
- 1982 Kalocsa
- 1983, 1988 Makó
- 1985 Kecskemét
- 1985 Békés
- 1986, 1987, 1989 Szeged
- 1992, 1994 Köln

## Művei
- József Attila (Szeged, 2004)